# 7년의 밤
《7년의 밤》은 대한민국의 소설가 정유정이 2011년 발표한 스릴러 소설이다.